# Баккер, Жан де
Жан де Баккер (нидерл. Jean De Backer) — бельгийский ватерполист, серебряный призёр летних Олимпийских игр 1900.
На Играх де Баккер входил в состав бельгийской ватерпольной команды. Сначала она обыграла третью французскую команду в четвертьфинале, потом вторую в полуфинале, но в финальном матче её обыграла британская сборная, позволив Бельгии выиграть серебряные медали.